# دهانه رود

دهانهٔ رود وایکاتو

دهانه یا مصب رود نام بخش انتهایی رود است که در آن، رود به دریا، دریاچه، مخزن سد یا اقیانوس می‌ریزد. یک رود، با حرکت خود رسوب‌های بستر را به همراه خود حمل می‌کند. این رسوبات، آبرفت نامیده می‌شوند. رود به دلیل کاهش سرعت هنگام ورود به دهانه، دیگر توانایی حمل رسوبات را ندارد و بیش‌تر این رسوبات ته‌نشین شده و زمین‌چهره‌هایی چون دلتاها و سدهای ساحلی را ایجاد می‌کنند.
دهانهٔ رودخانه‌ها به دلیل حاصل‌خیزی از دیرباز مکان مناسبی برای زندگی انسان‌ها بوده‌است و بسیاری از شهرهای بزرگ امروزی نیز در دهانهٔ رودخانه‌ها واقع شده‌اند. برای مثال بندر روتردام در هلند بر روی دهانهٔ رود راین و بندر پیزا در ایتالیا بر روی دهانهٔ رود آرنو واقع شده‌است.